# Pomeys
Pomeys este o comună în departamentul Rhône din sud-estul Franței. În 2009 avea o populație de 1.013 de locuitori.

## Evoluția populației
| An        | 1975 | 1982 | 1990 | 1999 | 2006 | 2009  |
| --------- | ---- | ---- | ---- | ---- | ---- | ----- |
| Populație | 660  | 738  | 842  | 824  | 939  | 1.013 |